# پایگاه هوایی اسنفرد
پایگاه هوایی اسنفرد (به انگلیسی: Naval Air Station Sanford) یک فرودگاه نظامی با کد یاتا NRJ است که یک باند فرود آسفالت دارد و طول باند آن ۲۴۳۸ متر است. این فرودگاه در شهر سنفورد، فلوریدا کشور ایالات متحده آمریکا قرار دارد و در ارتفاع ۱۷ متری از سطح دریا واقع شده‌است.